# Jutiapa, Jutiapa
Jutiapa är en departementshuvudort i Guatemala.   Den ligger i departementet Departamento de Jutiapa, i den södra delen av landet, 80 km sydost om huvudstaden Guatemala City. Jutiapa ligger 905 meter över havet och antalet invånare är 34 332.
Terrängen runt Jutiapa är kuperad åt sydväst, men åt nordost är den platt. Runt Jutiapa är det ganska tätbefolkat, med 199 invånare per kvadratkilometer. Jutiapa är det största samhället i trakten. Omgivningarna runt Jutiapa är en mosaik av jordbruksmark och naturlig växtlighet.